# أحمد ولد تكدي
أحمد ولد تكدي من مواليد 1954، دبلوماسي موريتاني. شغل منصب وزير الشؤون الخارجية والتعاون الموريتاني مُنذ 18 سبتمبر 2013.

## حياته المهنية
وُلد ولد تكدي في مدينة شنقيط بولاية آدرار، التي كانت آنذاك جزءًا من المستعمرة الفرنسية في موريتانيا. درس في أكاديمية الدراسات الاقتصادية في بوخارست، رومانيا، حيث حصل منها على درجة الماجستير في التخطيط الاقتصادي وعلم التحكم الآلي.
لدى ولد تكدي مسيرة مهنية طويلة في وزارة الشؤون الخارجية والتعاون الموريتانية، حيث التحق بها عام 1981. و بعد انضمامه إلى الوزارة ترأس أقسام أوروبا الغربية وأوروبا الشرقية والأمريكيتين والمجموعة الاقتصادية الأوروبية / إفريقيا والكاريبي والمحيط الهادئ في موريتانيا.
في وقت لاحق، من عام 1987 إلى عام 1988، شغل منصب المستشار الثاني في واشنطن العاصمة، حيث كان مسؤولاً عن علاقات موريتانيا مع البنك الدولي وصندوق النقد الدولي.
تم تعيينه في أغسطس 1988 مستشارًا أول لموريتانيا في مصر، وهو المنصب الذي شغله حتى ديسمبر 1990. كما تم تعيينه قائما بالأعمال في أغسطس 1990.
شغل منصب القائم بالأعمال في السفارة الموريتانية باليمن بين عامي 1991 و 1993، وبعد ذلك أصبح المستشار الأول والقائم بالأعمال في سفارة موريتانيا في المغرب من 1993 إلى 1995.
ثم أصبح رئيسًا للمكتب المسؤول عن المصالح الموريتانية في تل أبيب بين عامي 1995 و 1999، ثم شغل فيما بعد منصب سفير موريتانيا في إسرائيل من 1999 إلى 2009.
عين سفيرا لموريتانيا لدى الأمم المتحدة في يناير 2012، وشغل هذا المنصب حتى 18 سبتمبر 2013، عندما تم تعيينه وزيرا لخارجية موريتانيا في تعديل وزاري.